# 2e étape du Tour d'Italie 2006
La deuxième étape du Tour d'Italie 2006 a eu lien le 7 mai en Belgique, entre Mons et Charleroi. Elle a été remportée au sprint par l'Australien Robbie McEwen.

## Résultats

### Classement de l'étape
|    | Coureur             | Pays      | Équipe                |    | Temps           |
| -- | ------------------- | --------- | --------------------- | -- | --------------- |
| 1  | Robbie McEwen       | Australie | Davitamon-Lotto       | en | 4 h 51 min 40 s |
| 2  | Olaf Pollack        | Allemagne | T-Mobile              | +  | m.t.            |
| 3  | Paolo Bettini       | Italie    | Quick Step-Innergetic |    | m.t.            |
| 4  | Alessandro Petacchi | Italie    | Team Milram           |    | m.t.            |
| 5  | Leonardo Duque      | Colombie  | Cofidis               |    | m.t.            |
| 6  | Tomas Vaitkus       | Lituanie  | AG2R Prévoyance       |    | m.t.            |
| 7  | Alberto Loddo       | Italie    | Colombia Selle-Italia |    | m.t.            |
| 8  | Koldo Fernández     | Espagne   | Euskaltel-Euskadi     |    | m.t.            |
| 9  | Maximiliano Richeze | Argentine | Panaria               |    | m.t.            |
| 10 | Graeme Brown        | Australie | Rabobank              |    | m.t.            |

### Points attribués
|   | Cycliste           | Pays     | Équipe                | Points |
| - | ------------------ | -------- | --------------------- | ------ |
| 1 | Mickaël Delage     | France   | Française des jeux    | 8      |
| 2 | Beñat Albizuri     | Espagne  | Euskaltel-Euskadi     | 6      |
| 3 | Gabriele Missaglia | Italie   | Colombia Selle-Italia | 4      |
| 4 | Arnaud Labbe       | France   | Bouygues Telecom      | 3      |
| 5 | Alessandro Vanotti | Italie   | Team Milram           | 2      |
| 6 | Jan Kuyckx         | Belgique | Davitamon-Lotto       | 1      |

|    | Cycliste            | Pays      | Équipe                | Points |
| -- | ------------------- | --------- | --------------------- | ------ |
| 1  | Robbie McEwen       | Australie | Davitamon-Lotto       | 25     |
| 2  | Olaf Pollack        | Allemagne | T-Mobile              | 20     |
| 3  | Paolo Bettini       | Italie    | Quick Step-Innergetic | 16     |
| 4  | Alessandro Petacchi | Italie    | Team Milram           | 14     |
| 5  | Leonardo Duque      | Colombie  | Cofidis               | 12     |
| 6  | Tomas Vaitkus       | Lituanie  | AG2R Prévoyance       | 10     |
| 7  | Alberto Loddo       | Italie    | Colombia Selle-Italia | 9      |
| 8  | Koldo Fernández     | Espagne   | Euskaltel-Euskadi     | 8      |
| 9  | Maximiliano Richeze | Argentine | Panaria               | 7      |
| 10 | Graeme Brown        | Australie | Rabobank              | 6      |
| 11 | Stefan Schumacher   | Allemagne | Gerolsteiner          | 5      |
| 12 | Alexandre Botcharov | Russie    | Crédit agricole       | 4      |
| 13 | Philippe Gilbert    | Belgique  | Française des jeux    | 3      |
| 14 | Dario David Cioni   | Italie    | Liquigas              | 2      |
| 15 | Damiano Cunego      | Italie    | Lampre-Fondital       | 1      |

### Cols et côtes
- Côte de Silenrieux, 3e catégorie (km 144,4)

|   | Cycliste       | Pays    | Équipe             | Points |
| - | -------------- | ------- | ------------------ | ------ |
| 1 | Arnaud Labbe   | France  | Bouygues Telecom   | 3      |
| 2 | Mickaël Delage | France  | Française des jeux | 2      |
| 3 | Beñat Albizuri | Espagne | Euskaltel-Euskadi  | 1      |

### Points attribués pour le classement combiné
|    | Cycliste                | Pays       | Équipe                         | Points |
| -- | ----------------------- | ---------- | ------------------------------ | ------ |
| 1  | Paolo Savoldelli        | Italie     | Discovery Channel              | 60     |
| 2  | Bradley McGee           | Australie  | Française des jeux             | 49     |
| 3  | Danilo Di Luca          | Italie     | Liquigas                       | 37     |
| 4  | José Enrique Gutiérrez  | Espagne    | Phonak                         | 36     |
| 5  | Mickaël Delage          | France     | Française des jeux             | 26     |
| 6  | Stefan Schumacher       | Allemagne  | Gerolsteiner                   | 24     |
| 7  | Arnaud Labbe            | France     | Bouygues Telecom               | 22     |
| 8  | Beñat Albizuri          | Espagne    | Euskaltel-Euskadi              | 22     |
| 9  | Michael Rogers          | Australie  | T-Mobile                       | 19     |
| 10 | Serhiy Honchar          | Ukraine    | T-Mobile                       | 18     |
| 11 | Olaf Pollack            | Allemagne  | T-Mobile                       | 16     |
| 12 | Francisco Pérez Sánchez | Espagne    | Caisse d'Épargne-Illes Balears | 14     |
| 13 | Robbie McEwen           | Australie  | Davitamon-Lotto                | 14     |
| 14 | José Iván Gutiérrez     | Espagne    | Caisse d'Épargne-Illes Balears | 10     |
| 15 | Gabriele Missaglia      | Italie     | Colombia Selle-Italia          | 10     |
| 16 | Paolo Bettini           | Italie     | Quick Step-Innergetic          | 9      |
| 17 | Alessandro Petacchi     | Italie     | Team Milram                    | 8      |
| 18 | Davide Rebellin         | Italie     | Gerolsteiner                   | 7      |
| 19 | Leonardo Duque          | Colombie   | Cofidis                        | 7      |
| 20 | Alessandro Vanotti      | Italie     | Team Milram                    | 6      |
| 21 | Marzio Bruseghin        | Italie     | Lampre-Fondital                | 5      |
| 22 | Tomas Vaitkus           | Lituanie   | AG2R Prévoyance                | 4      |
| 23 | Tom Danielson           | États-Unis | Discovery Channel              | 3      |
| 24 | Ivan Basso              | Italie     | Team CSC                       | 2      |
| 25 | Jens Voigt              | Allemagne  | Team CSC                       | 1      |
| 26 | Alberto Loddo           | Italie     | Colombia Selle-Italia          | 1      |

## Classements à l'issue de l'étape

### Classement général
|    | Cycliste                | Pays      | Équipe                         |    | Temps           |
| -- | ----------------------- | --------- | ------------------------------ | -- | --------------- |
| 1  | Paolo Savoldelli        | Italie    | Discovery Channel              | en | 4 h 59 min 30 s |
| 2  | Bradley McGee           | Australie | Française des jeux             | +  | 8 s             |
| 3  | José Enrique Gutiérrez  | Espagne   | Phonak                         |    | 13 s            |
| 4  | Stefan Schumacher       | Allemagne | Gerolsteiner                   |    | 13 s            |
| 5  | Serhiy Honchar          | Ukraine   | T-Mobile                       |    | 15 s            |
| 6  | Francisco Pérez Sánchez | Espagne   | Caisse d'Épargne-Illes Balears |    | 16 s            |
| 7  | José Iván Gutiérrez     | Espagne   | Caisse d'Épargne-Illes Balears |    | 16 s            |
| 8  | Michael Rogers          | Australie | T-Mobile                       |    | 17 s            |
| 9  | Davide Rebellin         | Italie    | Gerolsteiner                   |    | 18 s            |
| 10 | Danilo Di Luca          | Italie    | Liquigas                       |    | 19 s            |

### Classement par points
|   | Cycliste         | Pays      | Équipe             | Points |
| - | ---------------- | --------- | ------------------ | ------ |
| 1 | Paolo Savoldelli | Italie    | Discovery Channel  | 33     |
| 2 | Robbie McEwen    | Australie | Davitamon-Lotto    | 25     |
| 3 | Bradley McGee    | Australie | Française des jeux | 23     |

### Classement du meilleur grimpeur
|   | Cycliste         | Pays      | Équipe             | Points |
| - | ---------------- | --------- | ------------------ | ------ |
| 1 | Paolo Savoldelli | Italie    | Discovery Channel  | 3      |
| 2 | Arnaud Labbe     | France    | Bouygues Telecom   | 3      |
| 3 | Bradley McGee    | Australie | Française des jeux | 2      |

### Classement du combiné
|   | Cycliste         | Pays      | Équipe             | Points |
| - | ---------------- | --------- | ------------------ | ------ |
| 1 | Paolo Savoldelli | Italie    | Discovery Channel  | 120    |
| 2 | Bradley McGee    | Australie | Française des jeux | 103    |
| 3 | Danilo Di Luca   | Italie    | Liquigas           | 80     |

### Classements par équipes

#### Classement aux temps
|   | Équipe                         | Pays       |    | Temps            |
| - | ------------------------------ | ---------- | -- | ---------------- |
| 1 | Discovery Channel              | États-Unis | en | 14 h 59 min 22 s |
| 2 | Caisse d'Épargne-Illes Balears | Espagne    | +  | 9 s              |
| 3 | T-Mobile                       | Allemagne  |    | 13 s             |

#### Classement aux points
|   | Équipe            | Pays       | Points |
| - | ----------------- | ---------- | ------ |
| 1 | T-Mobile          | Allemagne  | 48     |
| 2 | Gerolsteiner      | Allemagne  | 39     |
| 3 | Discovery Channel | États-Unis | 34     |

|}

### Classements annexes

#### Classement Azzurri d'Italia
|   | Cycliste         | Pays      | Équipe             | Points |
| - | ---------------- | --------- | ------------------ | ------ |
| 1 | Paolo Savoldelli | Italie    | Discovery Channel  | 4      |
| 2 | Robbie McEwen    | Australie | Davitamon-Lotto    | 4      |
| 3 | Bradley McGee    | Australie | Française des jeux | 2      |

#### Classement de la combativité
|   | Cycliste               | Pays      | Équipe             | Points |
| - | ---------------------- | --------- | ------------------ | ------ |
| 1 | Paolo Savoldelli       | Italie    | Discovery Channel  | 11     |
| 2 | Bradley McGee          | Australie | Française des jeux | 7      |
| 3 | José Enrique Gutiérrez | Espagne   | Phonak             | 7      |

#### Classement 110 Gazzetta
|   | Cycliste         | Pays   | Équipe             | Points |
| - | ---------------- | ------ | ------------------ | ------ |
| 1 | Paolo Savoldelli | Italie | Discovery Channel  | 5      |
| 2 | Mickaël Delage   | France | Française des jeux | 5      |
| 2 | Danilo Di Luca   | Italie | Liquigas           | 4      |

#### Classement de l'échappée (Fuga)
|   | Cycliste           | Pays    | Équipe                | Points |
| - | ------------------ | ------- | --------------------- | ------ |
| 1 | Gabriele Missaglia | Italie  | Colombia Selle-Italia | 146    |
| 2 | Beñat Albizuri     | Espagne | Euskaltel-Euskadi     | 146    |
| 3 | Mickaël Delage     | France  | Française des jeux    | 140    |